# Mãe Meninazinha de Oxum
Maria do Nascimento, conhecida como Mãe Meninazinha de Oxum, (18 de agosto de 1937)  é uma Ialorixá do Candomblé.

## Vida e Trabalho
Foi iniciada em 1960, na Casa-Grande de Mesquita, por sua avó biológica, Iá Davina.
Sua mãe biológica, Mariazinha de Nanã, teve quinze filhos - todos iniciados na mesma Casa-Grande. Quando engravidou de Meninazinha, o Omolu de Iá Davina disse que naquela barriga havia uma menina, filha de Oxum, e que seria a herdeira do axé.
Duas de suas irmãs biológicas foram fundamentalmente importantes no processo de sucessão. A primeira, Waldemira do Nascimento, Mãe Dininha de Oxóssi, fora confirmada equede em 1950, na mesma Casa-Grande de Mesquita. Era equede do Omolu de Iá Davina.
Mãe Dininha teve duas filhas, que hoje têm papéis importantes no ebé:
Nilce Naira Nascimento, conhecida como Mãe Nilce d'Iansã, (22 de outubro de 1951) possui o cargo de Iá Ebé do Ilê Omolu Oxum.
Mãe Nilce é responsável pelo ponto de cultura Obirin Odara (atelie designado a confecção de objetos e vestimentas afro-brasileira), também é sobrinha biológica de Mãe Meninazinha d'Oxum e filha de Mãe Dininha, equede de Omolu de Iá Davina, e Mãe Neide de Oxaguiã (Primeira e única equede confirmada para Oxalá de Mãe Meninazinha), sobrinha de mãe Meninazinha, conviveu com Iyá Davina e membro importante na religião e na casa, pessoa muito querida por todos os filhos de santo. A segunda, Djanira do Nascimento, Mãe Dêja, que foi, até o seu falecimento em 1988, a Iaquequerê do Ilê Omolu Oxum. Djanira fora iniciada por Tia Pequena para Iansã, em 1951, na Casa-Grande de Mesquita. Mãe Dêja teve cinco filhos, que hoje, também ocupam papéis importantes no terreiro: Mãe Lucia d'Omolu (Iaquequerê do Ilê Omolu Oxum), Mãe Hilda (Primeira equede confirmada para Oxum de Mãe Meninazinha), equede Zeneide, equede Solange e Ogã Carlinhos.
Equede Solange casou-se com ogã Jorge, filho de Mãe Noélia d'Iansã (iniciada no mesmo barco de Mãe Lúcia d'Omolu), por sua vez, filha de Mãe Angelina d'Ogum, iniciada por Bandanguame, no Terreiro do Bate Folha, em Salvador - o que, mais uma vez, comprova os vínculos criados entre o povo-do-santo no Brasil. De seus doze irmãos, apenas, Waldemar do Nascimento, Pai Mado, é vivo. É um dos ogãs mais antigos da casa.

## Prêmios e Honrarias
Em 10 de junho de 2010 foi concedido pela ALERJ a Mãe Meninazinha d'Oxum a medalha Tiradentes, a maior condecoração do Estado do Rio de Janeiro e uma das mais importantes do Brasil. (DOU, 10 de junho de 2010).
Mãe Meninazinha de Oxum será homenageada pela Unidos da Ponte no carnaval de 2023 com o enredo Liberte Nosso Sagrado - O Legado Ancestral de Mãe Meninazinha de Oxum.